# James Gillingham
James R. Gillingham (Hamilton, Ontario, 20 de agosto de 1981) es un exjugador de baloncesto canadiense que jugó seis temporadas como profesional en la Basketball Bundesliga alemana. Con 1,93 metros de estatura, jugaba en la posición de base.

## Trayectoria deportiva

### Universidad
Jugó cuatro temporadas con los Braves de la Universidad Bradley, en las que promedió 15,1 puntos, 3,8 rebotes, 2,7 asistencias y 1,6 robos de balón por partido. En su primera temporada fue incluido en el mejor quinteto de novatos de la Missouri Valley Conference, mientras que en las tres restantes lo fue en el mejor quinteto defensivo de la conferencia. Además, apareció en el segundo mejor quinteto absoluto en 2003 y 2004.

### Profesional
Tras no ser elegido en el Draft de la NBA de 2004, fichó por el TBB Trier de la Basketball Bundesliga, donde pasó las seis temporadas que duró su carrera profesional, las cuatro últimas como capitán del equipo. Su mejor temporada, estadísticamente hablando, fue la 2006-07, en la que promedió 11,5 puntos, 3,0 asistencias y 2,6 rebotes por partido.
Al término de la temporada 2009-2010, anunció que dejaba el equipo. Finalmente, fue su retirada definitiva de las canchas.